# Laura Roca
Laura Roca Montala (* 8. Januar 1980 in Terrassa) ist eine ehemalige spanische Schwimmerin. Sie gewann bei Europameisterschaften je eine Gold- und Silbermedaille. Bei Mittelmeerspielen erschwamm sie fünfmal Gold und je einmal Silber und Bronze.

## Sportliche Karriere
Die 1,72 Meter große Laura Roca schwamm für CN Terrassa.
Bei den Mittelmeerspielen 1997 in Bari belegte Roca den dritten Platz über 200 Meter Freistil hinter der Französin Solenne Figuès und der Ägypterin Rania Elwani. Über 400 Meter Freistil siegte Roca mit einer halben Sekunde Vorsprung auf die Französin Laetitia Choux. Bei den Europameisterschaften 1997 in Sevilla verfehlte sie mit der 4-mal-200-Meter-Freistilstaffel den Finaleinzug. Anfang 1998 fanden die Weltmeisterschaften in Perth statt. Laura Roca schied über 200 Meter Freistil im Vorlauf aus. 1999 belegte Roca den vierten Platz über 200 Meter Freistil bei der Universiade in Palma de Mallorca. Einen Monat später bei den Europameisterschaften in Istanbul wurde die spanische 4-mal-200-Meter-Freistilstaffel Fünfte in der Besetzung María Angels Bardina, Paula Carballido, María Peláez und Laura Roca.
Bei den Europameisterschaften 2000 in Helsinki belegte die 4-mal-200-Meter-Freistilstaffel mit María Angels Bardina, Laura Roca, Natalia Cabrerizo und Paula Carballido den fünften Platz. Ebenfalls Fünfte wurde Laura Roca über 200 Meter Freistil. Die 4-mal-100-Meter-Lagenstaffel mit Nina Zhivanevskaya, Lourdes Becerra, María Peláez und Laura Roca erreichte den sechsten Platz. Bei den Olympischen Spielen in Sydney schied Roca über 200 Meter Freistil als 24. der Vorläufe aus. Die 4-mal-200-Meter-Freistilstaffel mit María Angels Bardina, Natalia Cabrerizo, Paula Carballido und Laura Roca schwamm die 13. Vorlaufzeit. Die Lagenstaffel mit María del Carmen Collado, Mireia García, Ivette María und Laura Roca wurde 15. mit über zwei Sekunden Rückstand auf den 14. Platz. Ende 2000 bei den Kurzbahneuropameisterschaften 2000 in Valencia wurde Roca Vierte mit der 4-mal-50-Meter-Freistilstaffel und Fünfte über 200 Meter Freistil.
Im Jahr darauf bei den Weltmeisterschaften in Fukuoka schwamm die spanische 4-mal-200-Meter-Freistilstaffel mit Paula Carballido, Lidia Elizalde, Tatiana Rouba und Laura Roca auf den fünften Platz. Über 200 Meter und über 400 Meter Freistil schied Roca im Vorlauf aus. Bei den Mittelmeerspielen in Tunis siegte Laura Roca über 100 Meter Freistil vor der Griechin Nery Mantey Niangkouara. Über 200 Meter Freistil schlug die Griechin Zoi Dimoschaki als Erste an, Roca wurde Zweite mit 0,01 Sekunden Vorsprung vor der Italienerin Cecilia Vianini. Drei weitere Goldmedaillen gewann Laura Roca mit den Staffeln. Die 4-mal-100-Meter-Freistilstaffel siegte mit Nina Zhivanevskaya, Lidia Elizalde, Ana Belén Palomo und Laura Roca und hatte eine halbe Sekunde Vorsprung vor den Griechinnen. Die 4-mal-200-Meter-Freistilstaffel mit Lidia Elizalde, Tatiana Rouba, Paula Carballido und Laura Roca hatte fast drei Sekunden Vorsprung vor den Griechinnen. Nina Zhivanevskaya, Judith Llach, Mireia García und Laura Roca bezwangen die italienische Lagenstaffel um mehr als drei Sekunden.
2002 bei den Europameisterschaften in Berlin wurde Roca Fünfte über 200 Meter Freistil. Die 4-mal-200-Meter-Freistilstaffel mit Laura Roca, Melissa Caballero, Erika Villaécija und Tatiana Rouba erschwamm die Silbermedaille hinter der deutschen Staffel. Ende des Jahres fanden in Riesa die Kurzbahneuropameisterschaften 2002 statt. Roca wurde Fünfte über 200 Meter Freistil. Im Jahr darauf bei den Weltmeisterschaften 2003 in Barcelona belegte Roca mit der 4-mal-200-Meter-Freistilstaffel den fünften Platz.
Im Mai 2004 bei den Europameisterschaften in Madrid erreichte Roca mit beiden Freistilstaffeln das Finale. Zunächst belegte die 4-mal-100-Meter-Freistilstaffel mit Laura Roca, María Fuster, Ana Belén Palomo und Tatiana Rouba den sechsten Platz. Die 4-mal-200-Meter-Freistilstaffel mit Tatiana Rouba, Melissa Caballero, Erika Villaécija und Laura Roca gewann den Titel mit über zweieinhalb Sekunden Vorsprung vor den Französinnen. Bei den Olympischen Spielen in Athen schwamm die 4-mal-100-Meter-Freistilstaffel mit Caballero, Palomo, Roca und Rouba die 14. Vorlaufzeit von 16. Staffeln. 2006 belegte Roca den achten Platz mit der 4-mal-200-Meter-Freistilstaffel bei den Kurzbahnweltmeisterschaften 2006 in Shanghai.